# Clupeosoma barnesalis
Clupeosoma barnesalis là một loài bướm đêm trong họ Crambidae.